# Bảo tàng Tatra ở Zakopane
Bảo tàng Tatra là một bảo tàng về lịch sử, văn hóa, thiên nhiên và dân tộc học của Tatras Ba Lan; chi nhánh chính của nó nằm ở Zakopane, Ba Lan.

## Lịch sử

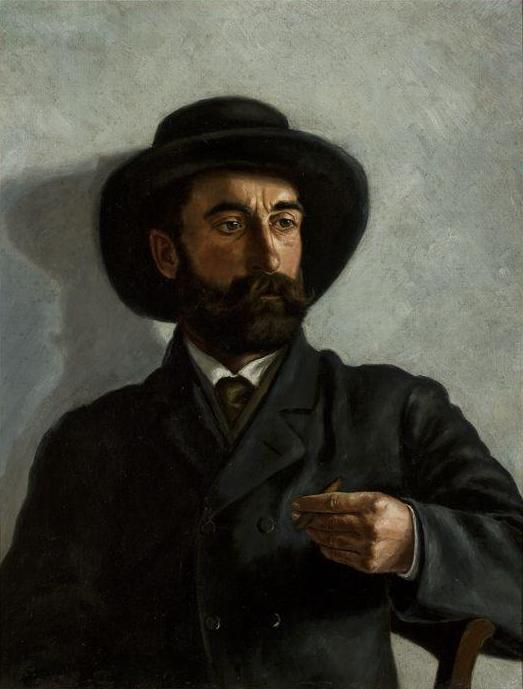
Stanisław Witkiewicz - kiến trúc sư của tòa nhà bảo tàng và người sáng lập phong cách Zakopane; ở đây trong một bức tranh tự vẽ

Bảo tàng được thành lập bởi Hội Bảo tàng Tatra, và tòa nhà ngày nay đóng vai trò là chi nhánh chính, nằm ở trung tâm của Zakopane, tại số 10 đường Krupówki, được thiết kế dành riêng cho mục đích này bởi Stanisław Witkiewicz và Franciszek Mączyński. Tòa nhà này là một ví dụ về sự đa dạng của kiến trúc theo phong cách "gạch đá". Thiết kế đã được chuẩn bị vào năm 1913 và tòa nhà bắt đầu từ năm 1913 đến 1914. Bá tước Władysław Zamoyski, một thành viên của Hội bảo tàng Tatra, đã tặng những viên đá được sử dụng cho việc xây dựng. Sau chiến tranh thế giới thứ nhất, đã làm chậm quá trình hoàn thành tòa nhà, các công trình và chuẩn bị triển lãm còn lại là có thể nhờ một khoản vay từ Maria Skłodowska-Curie.

## Bộ sưu tập và chi nhánh

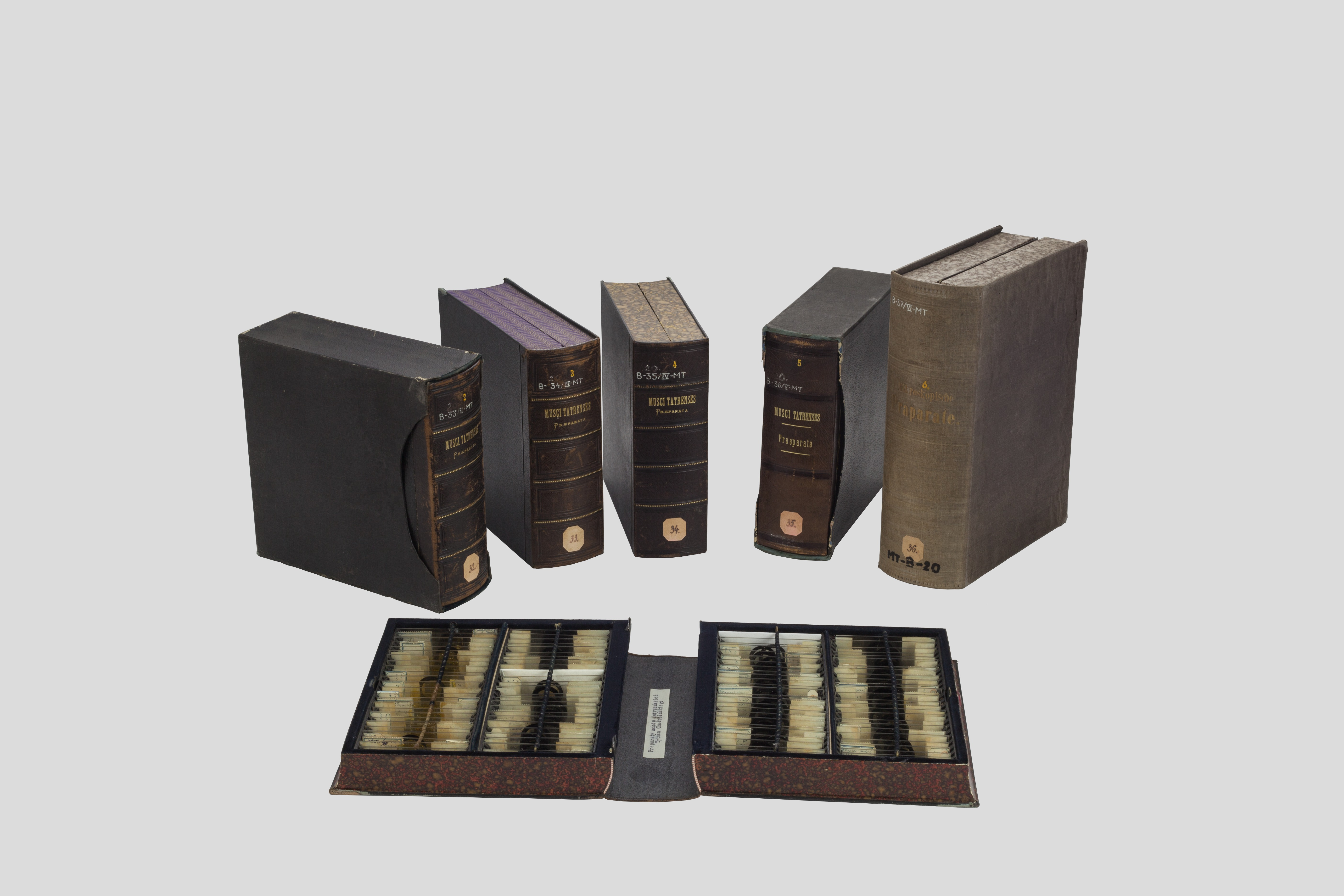
Herbarium of Tatra Mosses của Tytus Chałubiński, bộ sưu tập lịch sử tự nhiên của Bảo tàng Tatra ở Zakopane

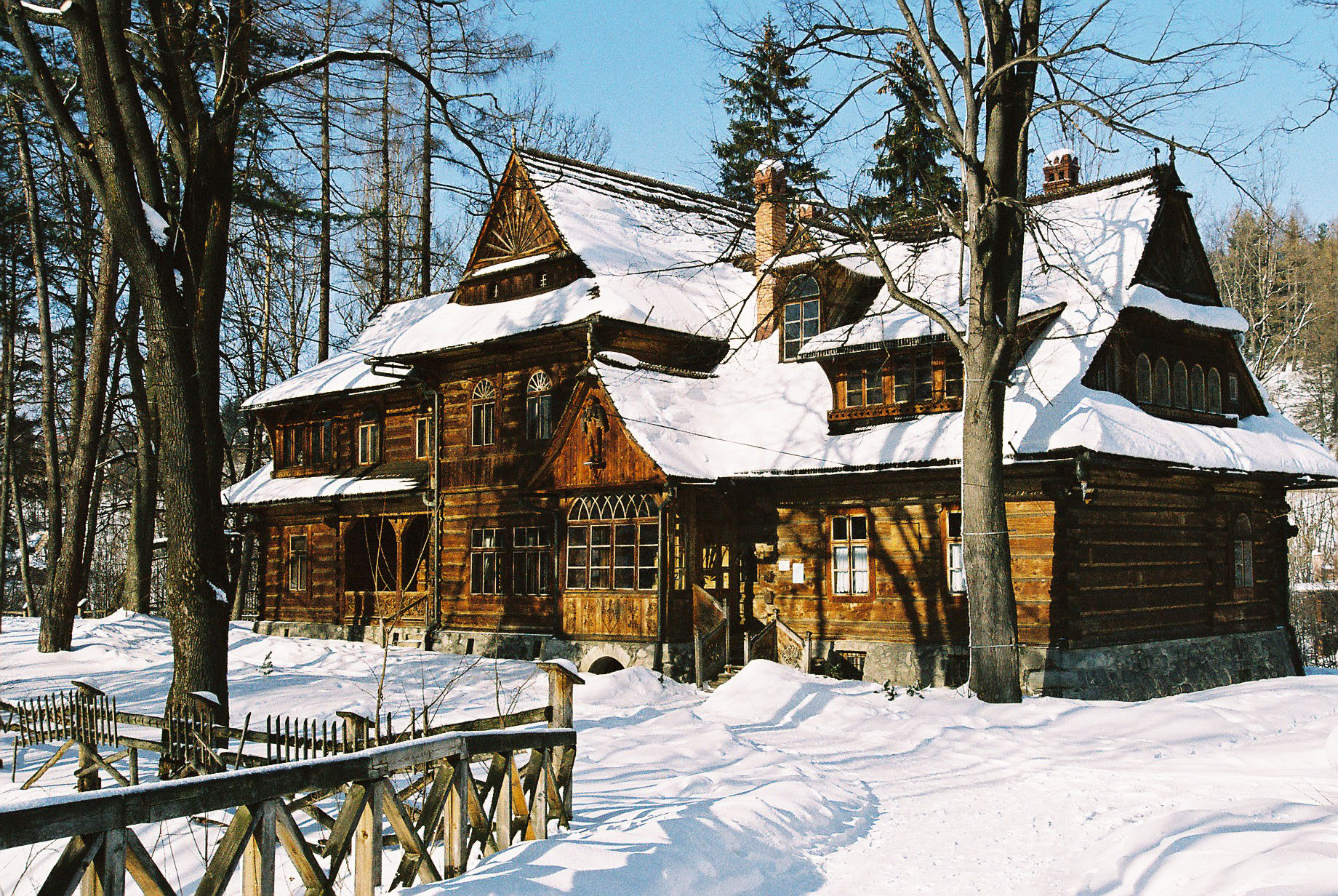
Bảo tàng Villa Koliba theo phong cách Zakopane - một chi nhánh của Bảo tàng Tatra ở Zakopane

Ngoài các chi nhánh chính ở Zakopane, tại số 10 đường Krupówki, bảo tàng có 7 chi nhánh khác ở Zakopane và 4 chi nhánh khác, nằm ở Czarna Góra, Jurgów, Chochołów và Łopuszna.
Bảo tàng giữ và trưng bày:
- hiện vật văn hóa và dân tộc học, quần áo lịch sử, đồ nội thất, đồ gia dụng, đồ trang trí, tranh kính, và đồ thủ công;
- lịch sử tự nhiên, hệ thực vật và động vật của Tatras; triển lãm địa chất;
- mỹ thuật, chủ yếu là hội họa và điêu khắc được tạo ra trong khu vực Podhale.[2]

Ngoài chi nhánh chính, bên trong Zakopane còn có 11 chi nhánh của Bảo tàng Tatra:
- Bảo tàng Villa Koliba theo phong cách Zakopane;
- Phòng trưng bày Władysław Hasior ở Zakopane;
- Phòng trưng bày nghệ thuật Villa Oksza của thế kỷ 20;
- Bảo tàng Kornel Makuszyński;
- Phòng trưng bày nghệ thuật ở Koziniec
- Bảo tàng Phong cách Zakopane - Nguồn cảm hứng trong Biệt thự Dembowski.[3]

## Triển lãm thường trực

### Triển lãm lịch sử

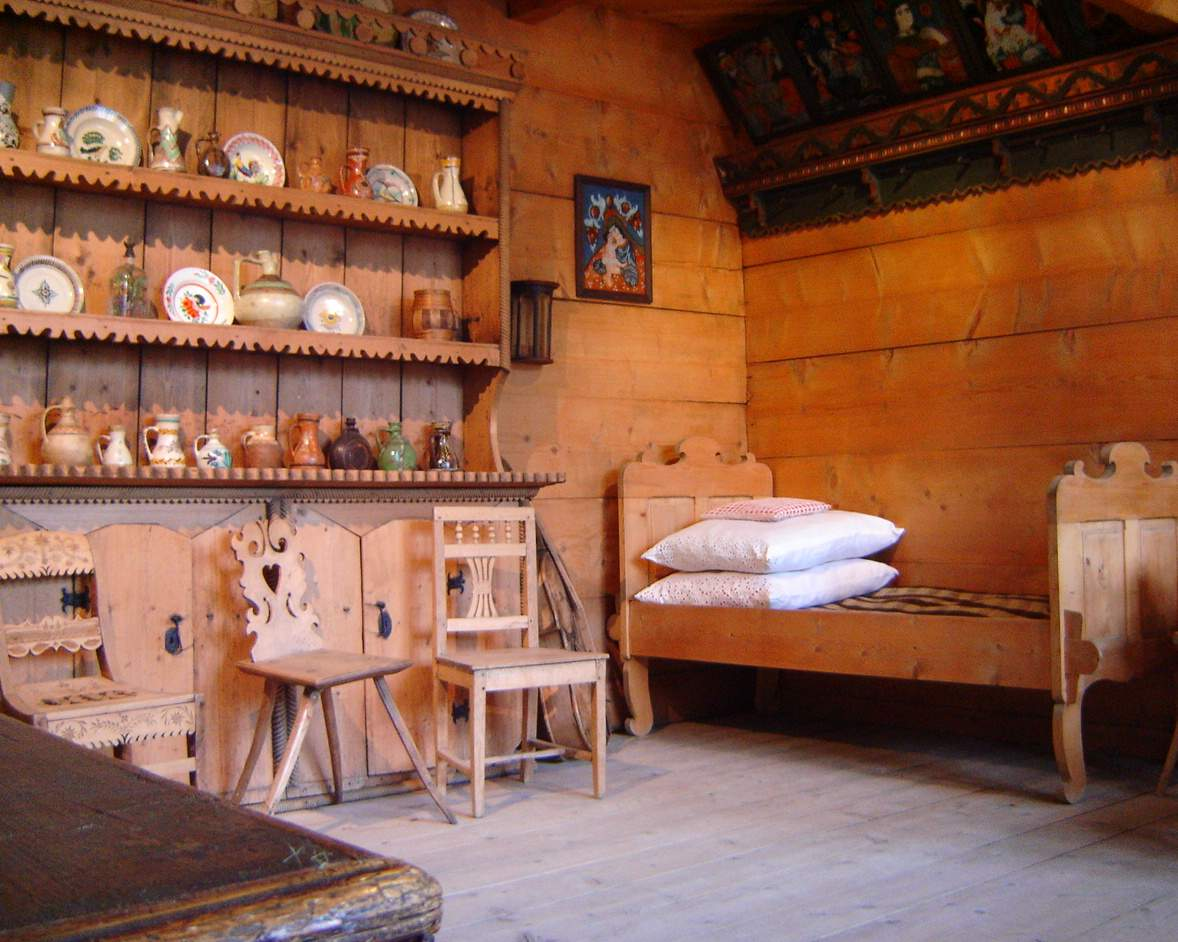
"Phòng trắng", triển lãm dân tộc học

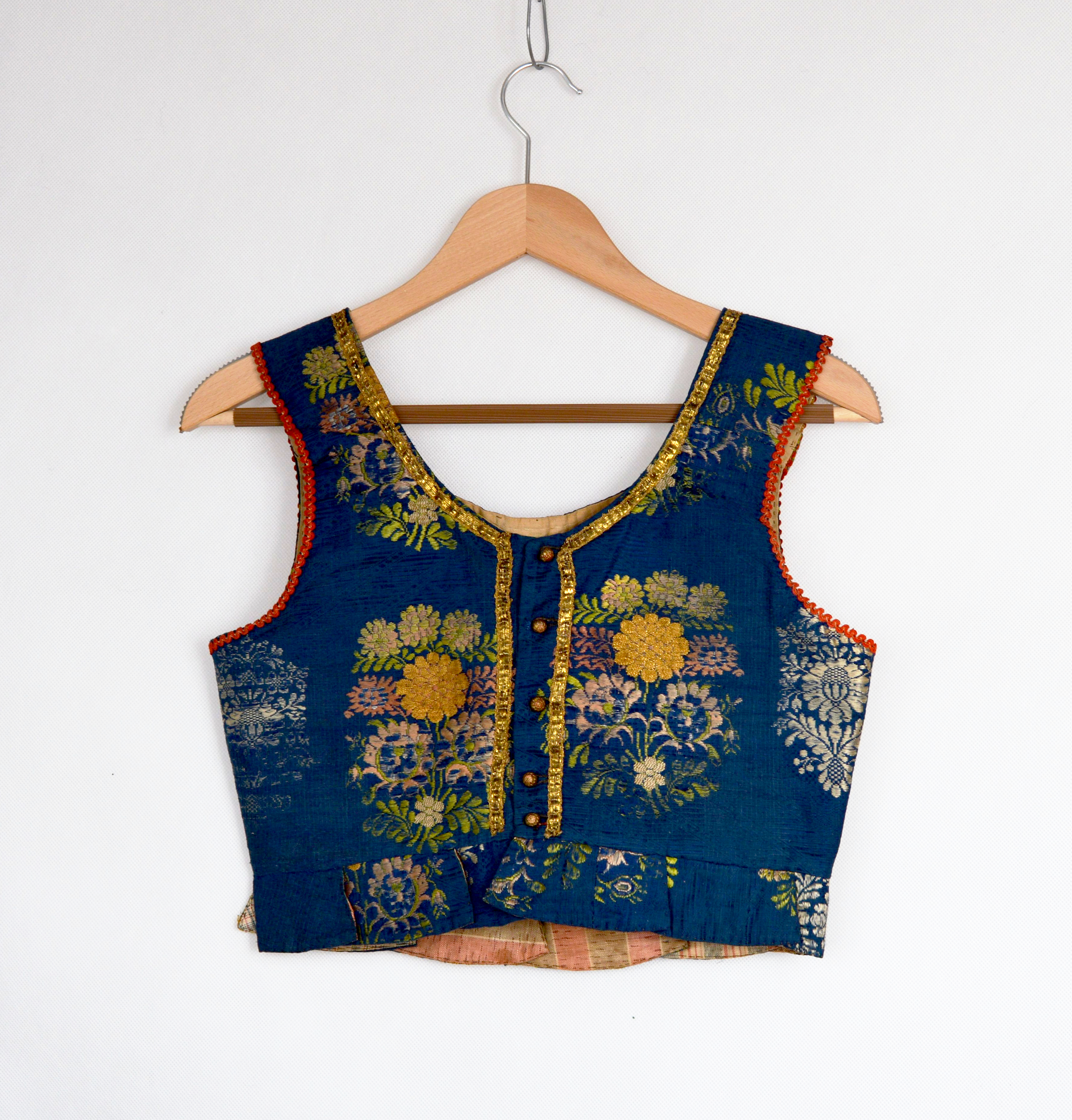
Corset Podhale thế kỷ 19, bộ sưu tập dân tộc học của Bảo tàng Tatra

Tòa nhà chính chứa một triển lãm giới thiệu lịch sử của Tatras Ba Lan. Hình ảnh, tài liệu lưu trữ và các ấn phẩm trình bày về lịch sử của vùng Podhale từ thời tiền sử, qua các khu định cư đầu tiên của con người, sự phát triển của các thị trấn và làng mạc, sự phát triển của Zakopane từ một ngôi làng nhỏ thành một khu nghỉ dưỡng sức khỏe và trung tâm nghệ thuật và văn hóa ở thời kỳ giữa chiến tranh. Triển lãm giới thiệu thời gian phát triển nhanh chóng của Zakopane và sự xuất hiện của một xã hội gồm các nghệ sĩ và nhà hoạt động xã hội tích cực ở Podhale vào cuối thế kỷ 19 và đầu thế kỷ 20. Tytus Chałubiński, Stanisław Witkiewicz và nhiều nghệ sĩ Ba Lan khác đã chọn Zakopane là nơi nghỉ dưỡng, họ bị mê hoặc bởi văn hóa dân gian và thiên nhiên địa phương. Triển lãm theo dõi sự phát triển hơn nữa của thành phố và khu vực cho đến ngày nay.

### Triển lãm dân tộc học
Triển lãm dân tộc học giới thiệu, trong số những người khác, một nội thất của một ngôi nhà Podhale thế kỷ 19 điển hình, với hai không gian - các phòng "trắng" và "đen" cách nhau bởi một tiền sảnh. Một cửa ra vào ban đầu được trang trí bằng chốt gỗ chéo - ban đầu là một phần của nhà Stanisław Wójciak ở Kościeliska - đã được bảo tàng mua vào năm 1905 và bây giờ dẫn đến việc xây dựng lại ngôi nhà. Bên trong ngôi nhà thể hiện lối sống của các gia đình Podhale thế kỷ 19. Cuộc sống hàng ngày tập trung trong buồng 'đen', các bức tường của nó tối sầm lại bởi khói từ bếp lò.
Các triển lãm khác bao gồm quần áo lịch sử của Podhale Gorals và nghệ thuật và thủ công. Bộ phận dân tộc học là bộ lâu đời thứ hai trong bảo tàng và bộ sưu tập dân tộc học của nó có khoảng 10.750 hiện vật. Nhiều người đam mê văn hóa của Podhale Gorals đã tặng các hiện vật và quần áo lịch sử cho Bảo tàng Tatra: Nữ bá tước Róża Krasnińska, Bronisław Dembowski và Zygmunt Gnatowski. Năm 1949, sau khi Bảo tàng được quốc hữu hóa, các nhà dân tộc học đã được sử dụng để có được những món đồ còn thiếu trong bộ sưu tập vốn đã rất phong phú và có giá trị. Việc mua lại mới chủ yếu là tranh vẽ và một bộ sưu tập lớn tranh thủy tinh, cũng như điêu khắc và thủ công dân gian, đặc biệt là làm bằng kim loại và da. Nhiều trong số các mặt hàng này được trưng bày trong tòa nhà chính.